# Cyclops quadricornis
Cyclops quadricornis is een eenoogkreeftjessoort uit de familie Cyclopidae. De wetenschappelijke naam is gepubliceerd in 1758 door Linnaeus in de tiende editie van Systema naturae.